# Brooklyn Bridge Park
A Brooklyn Bridge Park egy 34 hektár területű nyilvános park és szabadidőkomplexum az East River brooklyni oldalán, New Yorkban. A Michael Van Valkenburgh Associates tájépítész cég által tervezett park egy 1,3 mérföld (2,1 km) hosszú földnyelven fekszik Brooklyn prominens északi negyedében, Brooklyn Heights-ben. A Brooklyn híd alatti is húzódó parkot több részletben adták át, első része, a Pier 1, 2010-ben nyílt meg, 2018-ra pedig a parknak már a 90%-a elkészült. Területe korábban egy ipari célú vízparti szakasz volt, mely a New York-i és New Jersey-i Kikötői Hatóság tulajdonában állt. 
A parkot egy nonprofit szervezet, a Brooklyn Bridge Park Corporation felügyeli, üzemelteti és karbantartja, valamint kontrollálja annak építését.

## Parkszakaszok
A park tizenegy részre oszlik: a Pier 1-től a Pier 6-ig; ezek az East Riverbe nyúló egykori dokkokra épültek, további részei a Fulton Ferry Landing; a Brooklyn Bridge Plaza; az Empire Fulton Ferry; a Main Street és a John Street. Ezeknek a szakaszoknak mindegyike eltérő domborzatú, egyedi növényzettel, műtárgyakkal, különböző létesítményekkel, valamint kulturális rendezvényekkel nyújt kikapcsolódást.
A park érdekes kertmérnöki elemeket tartalmaz, mint a vihar-visszanyerő rendszerként használt vizes kert, a brooklyni gyorsvasút zaját egy sor domb nyomja el, és több egyedi mikroklímájúvá kialakított terület is élvezhető itt. A kertépítészeti design több eleme a korábban itt álló, a mára már elbontott raktárak formai elemeivel él. A mólók (Pier 2 – Pier 5) között kialakított 20-30 láb magas dombok becslések szerint 75 decibelről a 68 decibelre csökkentik a zajt. A park számos természetes élőhelyet is magában foglal, melyek több vadon élő fajt is vonzottak, köztük az őshonos, de ma már ritka kétpettyes katicabogarat.
A Michael Van Valkenburgh Associates tájépítészei szerint a park kialakítását "a posztindusztriális természet koncepciója vezérli... [és] a gátlástalanul ember alkotta tájakat úgy használja fel, hogy beindítson egy új helyszíni ökológiát, amely virágozhat és fejlődhet az erős igénybevételű városi környezetben is." A park mindenekelőtt a várost és az East Rivert összekötő létfontosságú küszöbként szolgál. "Rájöttünk, hogy ez a park nem a tájról szól" - mondta Van Valkenburgh. "Ennek a parknak a természetes jellege a folyó." Van Valkenburgh munkatársa, Matthew Urbanski hozzáfűzte: "Reméljük, hogy az emberek újragondolják, hogyan használják a nyilvános tereket ennek a parknak a megismerése után."

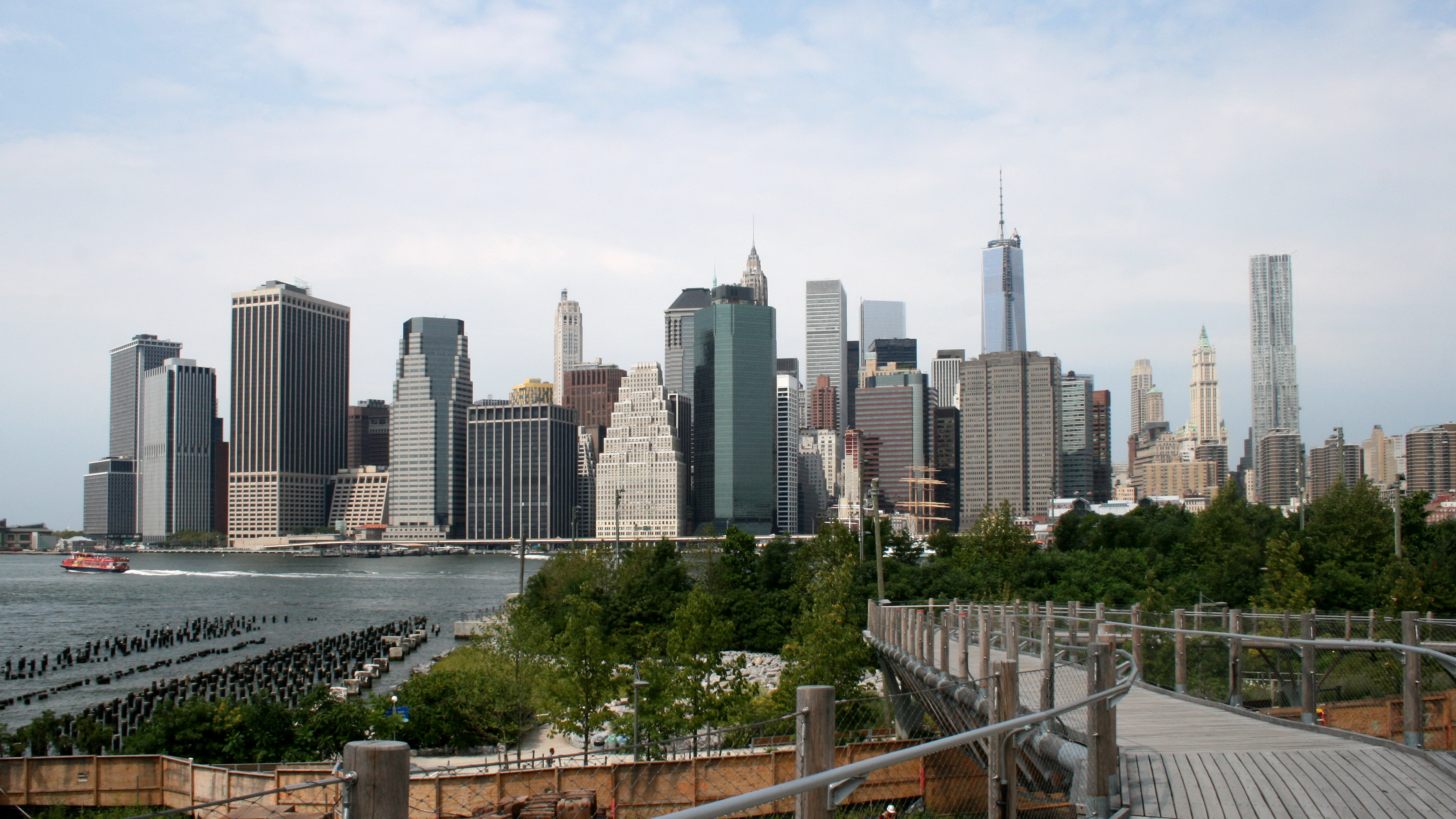
Manhattan látképe a Brooklyn Bridge Parkból nézve
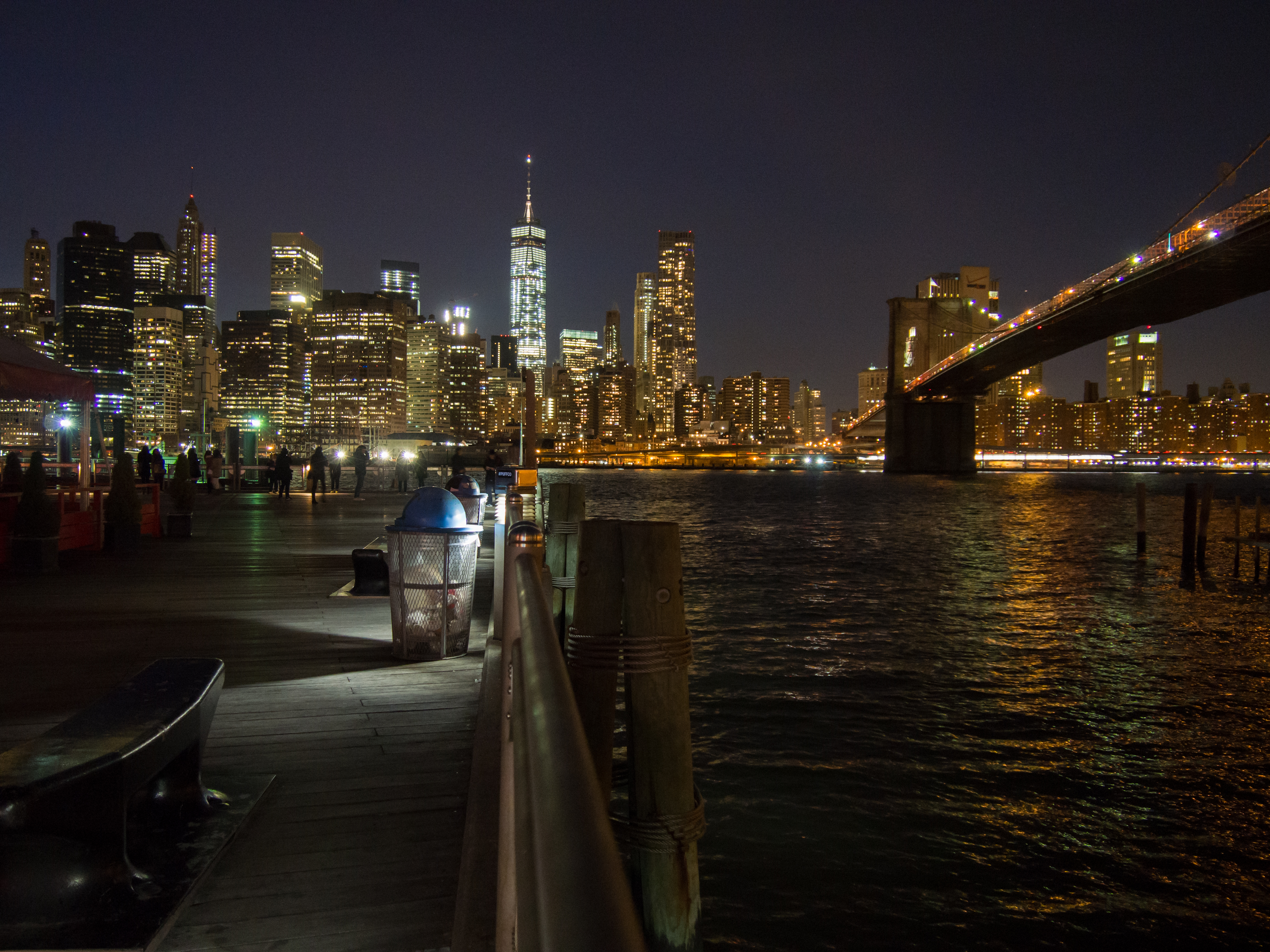
Éjszakai kilátás az egyik mólóra
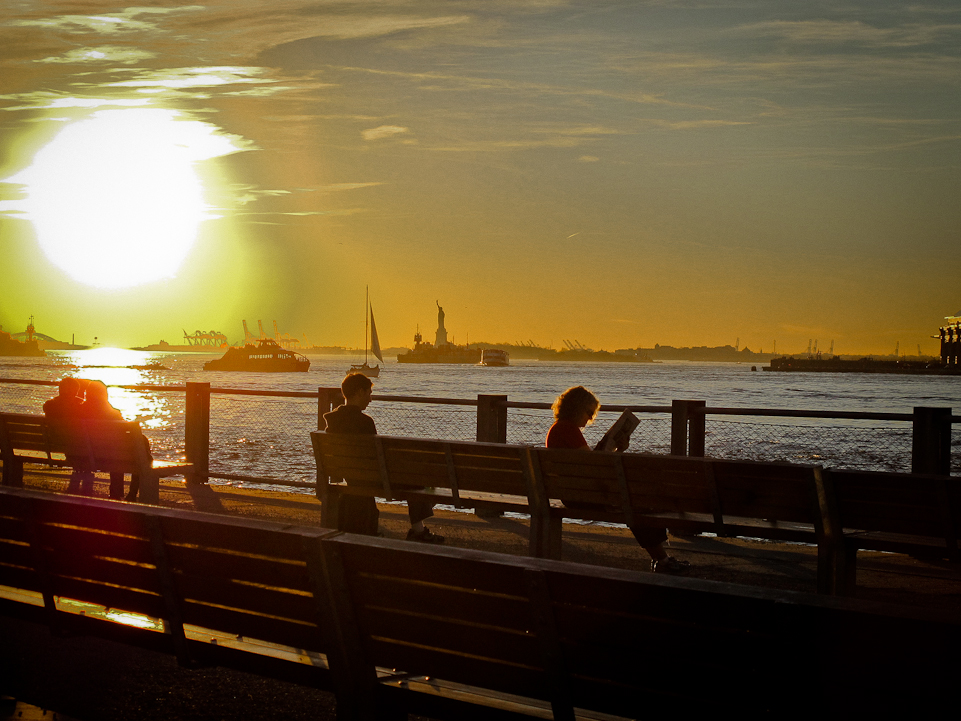
A Szabadság-szobor a parkból nézve
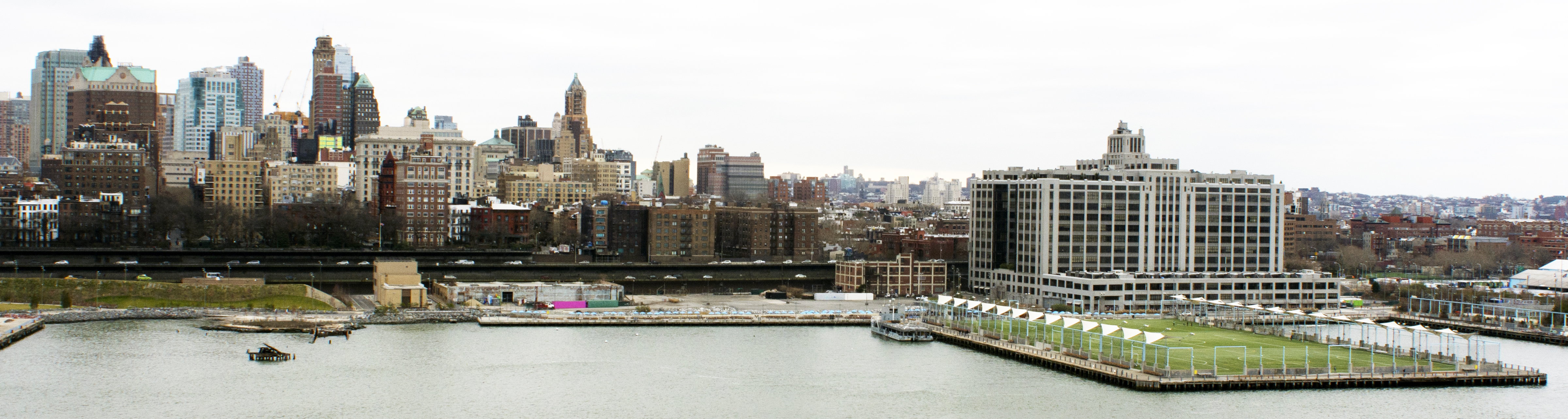
A park és sétány Manhattan felől nézve

## További információ
- A Brooklyn Bridge Park mólói